# Brain Drain
Brain Drain – jedenasty studyjny album zespołu Ramones, wydany 23 maja 1989 roku przez Sire Records. Jest ostatnią płytą, na której zagrał basista Dee Dee Ramone, a także ostatnią wydaną w Sire Records. Zawiera singiel „Pet Sematary”, napisany do filmu, będącego adaptacją powieści Stephena Kinga pod tym samym tytułem.

## Lista utworów
1. „I Believe in Miracles” (Dee Dee Ramone/Daniel Rey) – 3:19
2. „Zero Zero UFO” (Dee Dee Ramone/Daniel Rey) – 2:25
3. „Don't Bust My Chops” (Dee Dee Ramone/Joey Ramone/Daniel Rey) – 2:28
4. „Punishment Fits the Crime” (Dee Dee Ramone/Richie Stotts) – 3:05
5. „All Screwed Up” (Joey Ramone/Andy Shernoff/Marky Ramone/Daniel Rey) – 3:59
6. „Palisades Park” (Charles Barris) – 2:22
7. „Pet Sematary” (Dee Dee Ramone/Daniel Rey) – 3:30
8. „Learn to Listen” (Dee Dee Ramone/Johnny Ramone/Marky Ramone/Daniel Rey) – 1:50
9. „Can't Get You Outta My Mind” (Joey Ramone) – 3:21
10. „Ignorance Is Bliss” (Joey Ramone/Andy Shernoff) – 2:38
11. „Come Back, Baby” (Joey Ramone) – 4:01
12. „Merry Christmas (I Don't Want to Fight Tonight)” (Joey Ramone) – 2:04

## Skład
- Joey Ramone – wokal
- Johnny Ramone – gitara
- Dee Dee Ramone – gitara basowa, wokal („Punishment Fits the Crime”)
- Marky Ramone – perkusja

Gościnnie:
- Andy Shernoff – gitara basowa w „All Screwed Up” i „Ignorance Is Bliss”
- Artie Smith – gitara
- Robert Musso – gitara

Produkcja:
- Jean Beauvoir – producent
- Bill Laswell – producent
- Daniel Rey – producent
- Gary „Muddbone” Cooper – asystent producenta
- Mark Sidgwick – asystent producenta
- Nicky Skopelitis – asystent producenta
- Kim White – asystent producenta
- Robert Musso – inżynier dźwięku, miksowanie
- Martin Bisi – asystent inżyniera
- Oz Fritz – asystent inżyniera
- Judy Kirschner – asystent inżyniera
- Robbie Norris – asystent inżyniera
- Jason Corsaro – miksowanie
- Howard Weinberg – mastering
- George DuBose – grafika
- Matt Mahurin – grafika